# Hvepsereden
Hvepsereden er en novelle af Agatha Christie. Den udkom første gang i Daily Mail den 20. november 1928, men blev først udgivet i bogform i Double Sin and Other Stories i 1961. På dansk findes den bl.a. i Mordet i tårnværelset (1972) og Gule Iris (Poirot's Early Cases) (Udkom på dansk 1972). Den er den eneste af Christies fortællinger, hvor hun selv har skrevet manuskript til en TV-serie 
TV -versionen blev kun vist i London, som var den eneste del af England, der på dette tidspunkt kunne modtage TV – transmissioner. Francis L. Sullivan spillede rollen som Hercule Poirot. En anmeldelse i The Observer, signeret "E.H.R" skrev bl.a., at stykket var "excellent udført" 

## Plot
Selv om denne novelle er en af Christie's korteste, er plottet et af de meget overraskende.Poirot forsøger at forhindre en mordplan ved at gribe ind i den formodede morders planlægning. Omstændighederne, der fører til mordplanen er dramatiske og leder tanken hen på en "skæbnefortælling".

## Bearbejdning
En dramatisering af novellen indgår i TV-serien om Hercule Poirot med David Suchet i hovedrollen. Den er indspillet i seriens 3. sæson, 1991 og senere udgivet på DVD  Episoden er udvidet med en række personer, bl.a. James Japp og Arthur Hastings, men den grundlæggende idé bag plottet er bevaret.
Den er blandt de højst vurderede af de korte episoder i denne serie. 